# 경첩
경첩은 여닫이문을 문틀에 달아서 고정 시킬 수 있도록 만든 철물 따위를 말한다. 고전적인 형태는 돌쩌귀라고 불리며, 암수로 구분한다. 영어로는 힌지(영어: hinge)라고 부른다.
경첩은 두 개의 단단한 물체를 연결하는 기계적 베어링으로, 일반적으로 두 물체 사이에 제한된 회전 각도만 허용한다. 이상적인 경첩으로 연결된 두 물체는 고정된 회전축을 중심으로 서로 상대적으로 회전하며 다른 모든 변환이나 회전은 방지된다. 따라서 경첩에는 1개의 자유도가 있다. 경첩은 유연한 재료나 움직이는 부품으로 만들어질 수 있다. 생물학에서는 팔꿈치 관절과 같은 많은 관절이 경첩 역할을 한다.

## 역사
고대의 돌, 대리석, 나무, 청동 경첩 유적이 발견되었다. 일부는 적어도 고대 이집트까지 거슬러 올라간다.
고대 로마에서는 경첩을 카르도(cardo)라고 불렀고 여신 카르데아(Cardea)와 주요 거리 카르도(Cardo)에 이름을 붙였다. 카르도(cardo)라는 이름은 추기경과 같은 단어에서 "무언가가 의존하거나 의존하는 가장 중요한 것"이라는 비유적인 의미로 오늘날에도 살아 있다.
OED에 따르면 영어 단어인 힌지(hinge)는 행(hang)과 관련이 있다.

## 쓰임
경첩은 여닫이 문짝이 붙은 가구, 자동차, 비행기, 냉장고나 등 가전제품, 각종 장비 따위에 널리 쓰인다. 보통 가전제품에 쓰는 문 경첩은 부싱(bushing)과 샤프트(shaft)로 이루어져 있다.

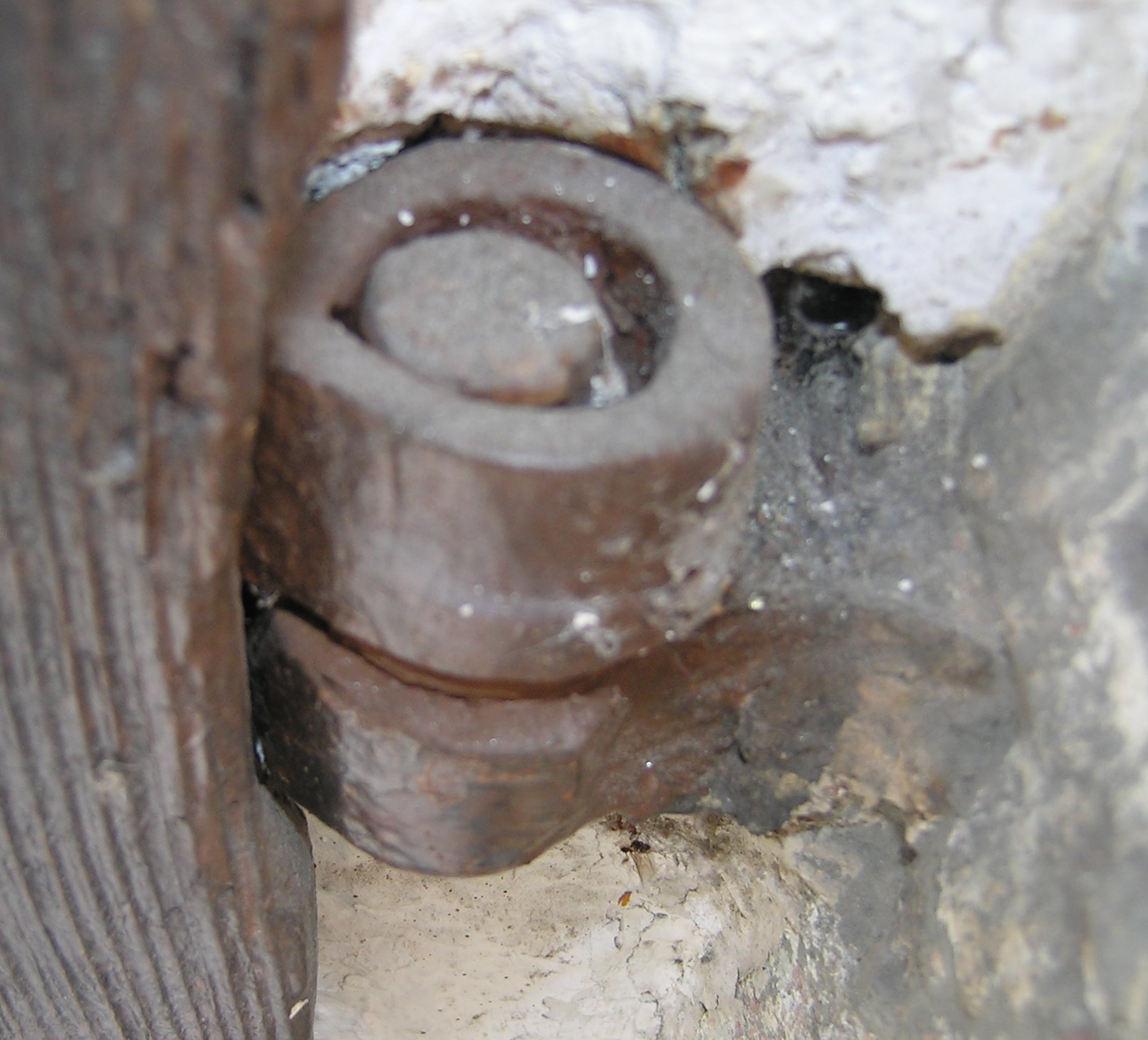
전통적인 문에 붙은 경첩
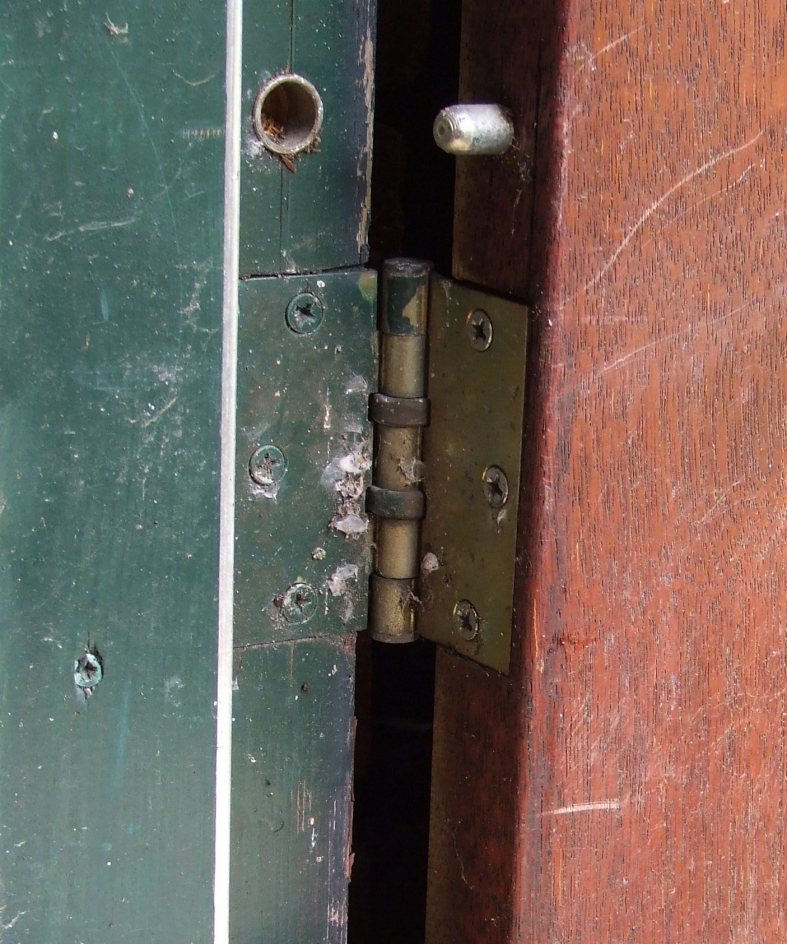
문짝을 여닫는데 쓰는 보통 경첩
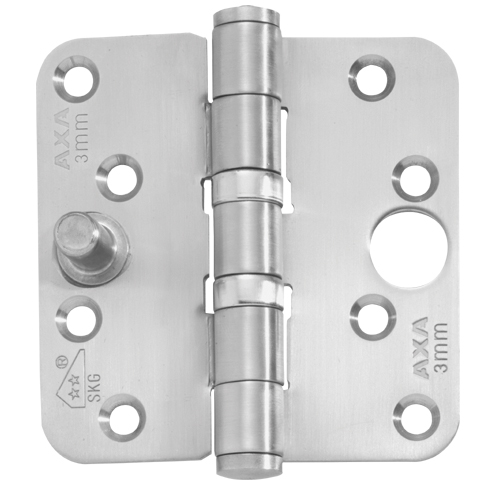
경첩
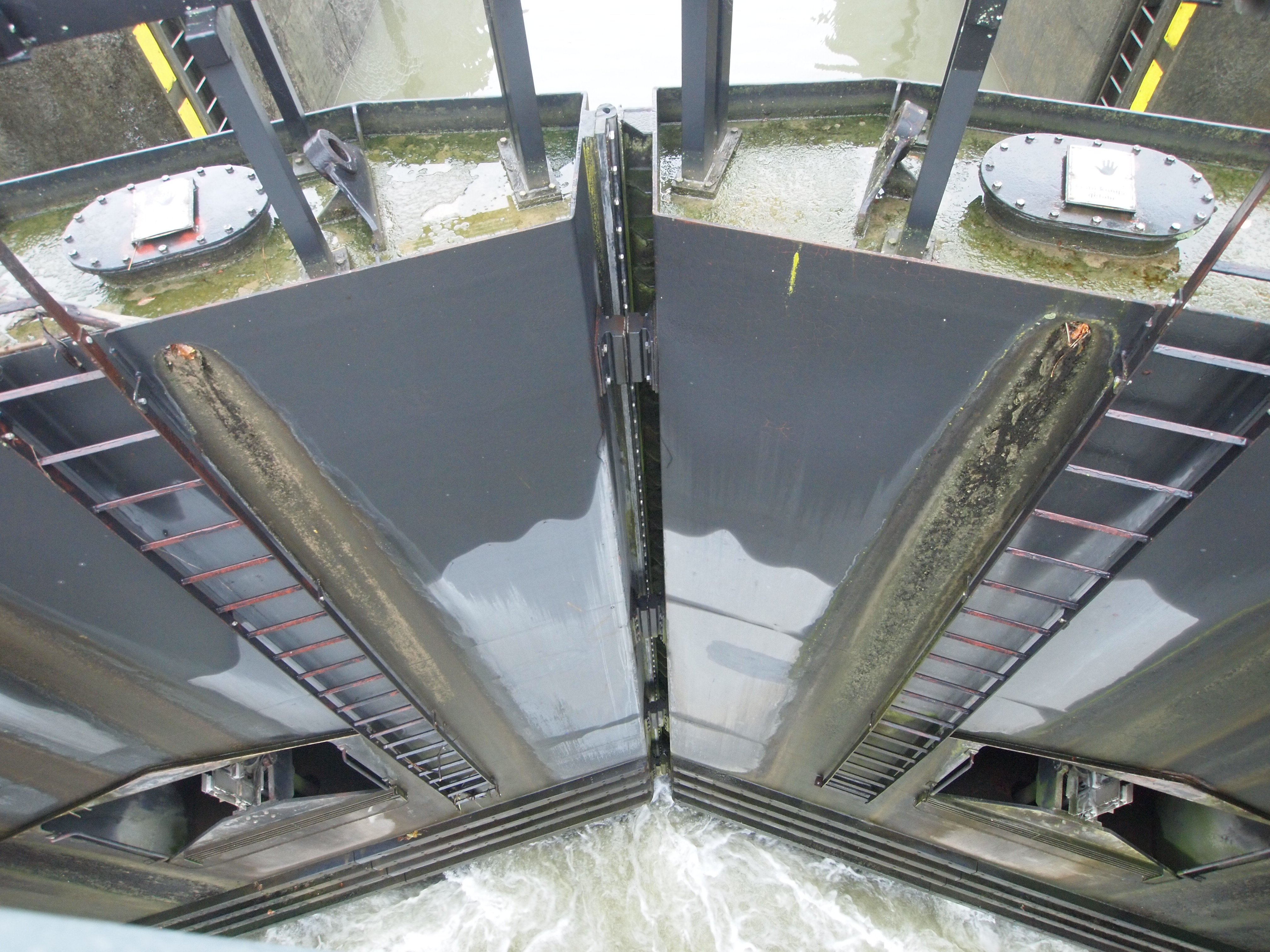
수문에 쓰인 경첩
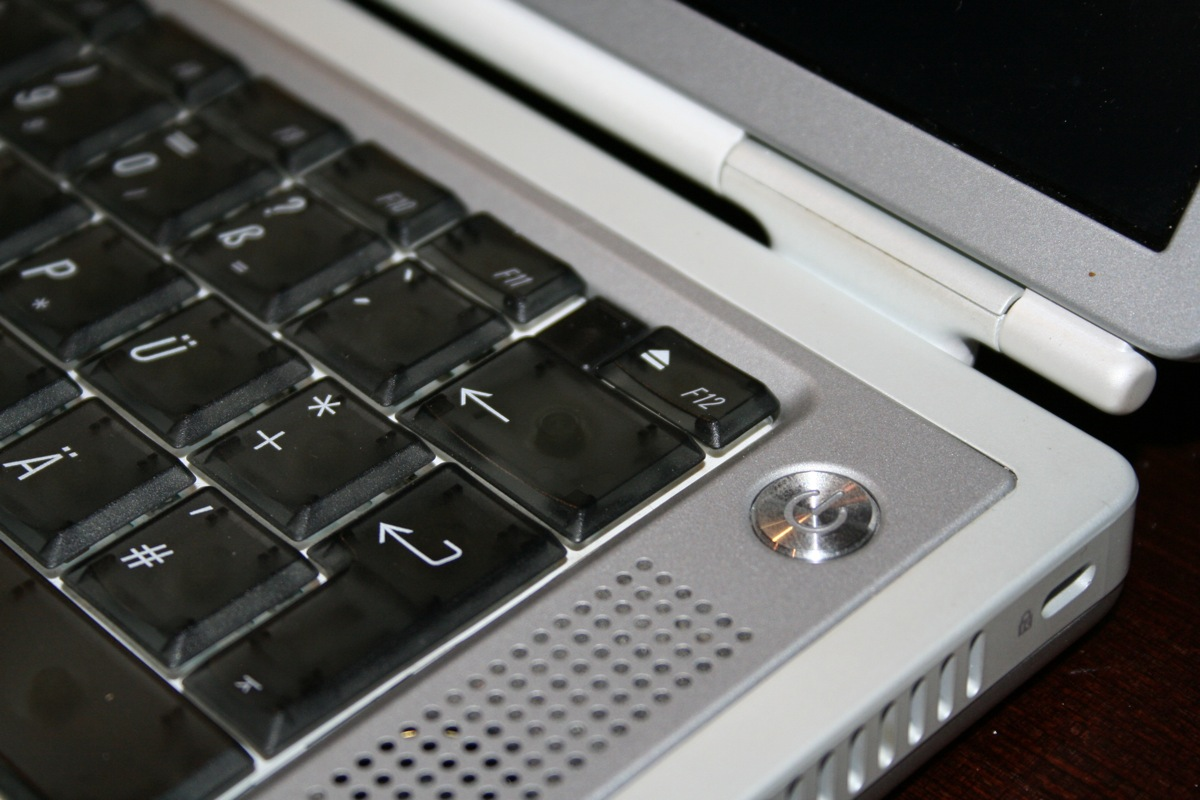
노트북에 쓰인 경첩

## 같이 보기
- 경첩관절